# المقاومة الليتوانية خلال الحرب العالمية الثانية

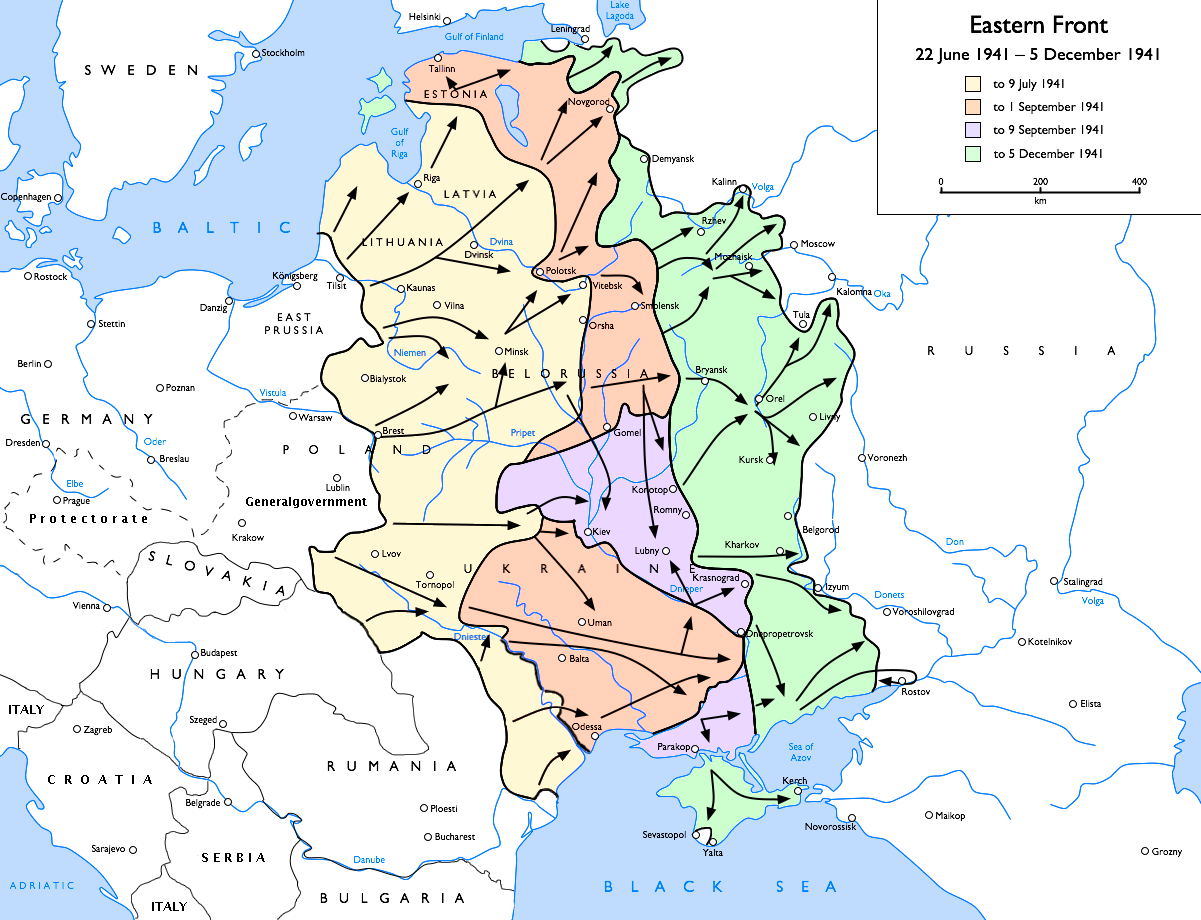
الجبهة الشرقية، يونيو 1941 - ديسمبر 1941

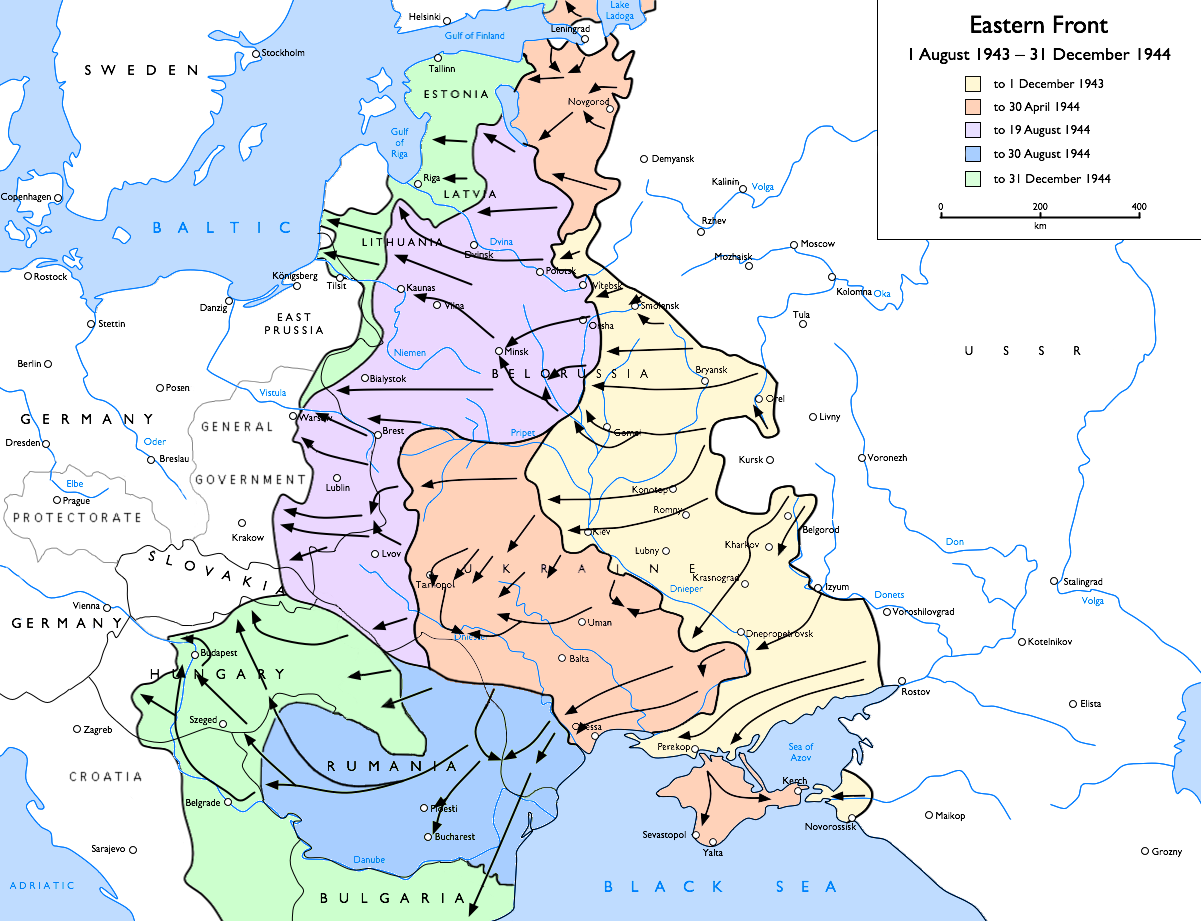
الجبهة الشرقية، أغسطس 1943 - ديسمبر 1944

خلال الحرب العالمية الثانية، احتلت ليتوانيا الاتحاد السوفيتي (1940-1941)، ألمانيا النازية (1941-1944)، والاتحاد السوفيتي مرة أخرى في عام 1944. المقاومة خلال هذه الفترة اتخذت أشكالا عديدة. تشكلت القوات البولندية والسوفيتية أجزاء مهمة من المقاومة، قاتل بعضها مع المتعاونين الليتوانيين. تقدم هذه المقالة ملخصًا للمنظمات والأشخاص والإجراءات المعنية.

## أول احتلال سوفيتي
في عام 1940، فر الرئيس أنتاناس سمتونا إلى ألمانيا، لا يريد أن تصبح حكومته دمية لصالح الاحتلال السوفيتي. لم تنجح المحاولات السوفيتية للقبض عليه، وكان قادرًا على الوصول والاستقرار في الولايات المتحدة.
في عام 1940، عصى تشيون سوغيهارا، القنصل الياباني في كاوناس، وزوجته يوكيكو الأوامر وانقذوا آلاف اللاجئين اليهود من بولندا بمنحهم تأشيرات.
في عام 1941، الجبهة الناشطة (بالليتوانية: Lietuvos Aktyvistų Frontas)‏ ( (بالليتوانية: Lietuvos Aktyvistų Frontas)‏ شكلت حكومة سرية، وبعد انتفاضة يونيو، حافظت حكومة ليتوانيا المؤقتة على السيادة لفترة وجيزة.

## الاحتلال الألماني النازي
بدأ الثوار السوفيت عمليات التخريب وحرب العصابات ضد القوات الألمانية مباشرة بعد الغزو النازي عام 1941. تم تنسيق أنشطة الثوار السوفييت في ليتوانيا جزئيًا من قِبل قيادة الحركة الحزبية الليتوانية برئاسة أنتاناس سنيكوس وجزئيًا القيادة المركزية للحركة الحزبية للاتحاد السوفيتي.
في عام 1943، حاول النازيون عمل تشكيل لفافن إس إس من السكان المحليين كما فعلوا في العديد من البلدان الأخرى، ولكن بسبب التنسيق الواسع بين جماعات المقاومة، قاطعت التعبئة. تم تشكيل قوة الدفاع الإقليمية الليتوانية ( Lietuvos vietinė rinktinė ) في نهاية المطاف في عام 1944 تحت قيادة ليتوانية، ولكن تم تصفيتها من قبل النازيين بعد بضعة أشهر فقط لرفضهم الخضوع لقيادتهم .

## أهمية 16 فبراير
لعب 16 فبراير، وهو التاريخ الذي أعلنت فيه ليتوانيا لأول مرة استقلالها في عام 1918، دورًا رمزيًا مهمًا خلال هذه الفترة. تم توجيه الدعوة إلى المتطوعين من أجل قوة الدفاع الإقليمية الليتوانية، وإعلان VLIK الاستقلال، وإعلان LLKS الاستقلال في 16 فبراير. أصبح هذا اليوم عطلة وطنية في ليتوانيا.